# Jean de Labadie
Jean de Labadie   (Borg, 13 de febrer de 1610 - Altona, 13 de febrer de 1674), fou un teòleg francès que combinà la influència del jansenisme i el pietisme, desenvolupant una forma de cristianisme radical que posava l'èmfasi en la santedat i la vida en comú. Tingué gran influència en els Països Baixos.
Fou educat en el col·legi que els jesuïtes tenien en la seva vila nadiua i a l'edat de quinze anys entrà en l'orde. Als vint-i-nou anys, sent ja sacerdot, però encara no profés, se'n sortí de la religió per manca de salut segons al·legà ell, però en realitat fou perquè el seu esperit aventurer i visionari no podia sofrir el jou de la regla. Ni el bisbe de Bordeus ni el de París, volgueren admetre'l en el clero de les seves diòcesis: finalment, pogué establir-se a Amiens, on aconseguí gran benefici.
Poc temps va romandre en pau, doncs els seus desencerts en la direcció espiritual de cert convent de monges tingué de fugir per lliurar-se d'un procés. Després vagà errant i amb noms fingits per diverses regions de França: ficant-se a frare carmelita en l'Abadia de la Graville, però també aquí amb les seves visions i profecies ficà terrible confusió i excitació en el convent, i, en intervenir el bisbe, s'escapoli i es va fer públicament protestant a Montalban el 1650. Però també en el protestantisme el seu caràcter inquiet i el seu temperament visionari no el deixaren viure en pau.
De Montalban, a causa de les seves trobades amb els altres pastors, fugí vers Orange (1675), d'aquí a Ginebra, on intentà restablir el calvinisme a la seva primitiva puresa i observança. Com que aquest temptativa tampoc li sortí bé, se n'anà als Països Baixos (1666) i provà fortuna a Middelburg, Veere i Amsterdam. D'aquí passà a Herford (1670) a Westfalià i, finalment el 1672, a Aitona, on morí el 1674.